# Islam

Wassende maan en ster.

De islam (Arabisch: اسلام (islām) of الإسلام (al-islām), Nederlands: onderwerping of overgave [aan God]) is een monotheïstische godsdienst en een van de drie grote abrahamitische religies. Het Arabische woord islam betekent letterlijk overgave of onderwerping en wijst op het fundamentele, religieuze principe dat een aanhanger van de islam (moslim) zich overgeeft aan de wil en wetten van God. De tekst van de Koran (een van de Islamitische heilige boeken) is volgens de islam doorgegeven aan Mohammed als profeet en boodschapper via de aartsengel Djibriel (Gabriël). Naast de Koran is de soenna van Mohammed, waarin de levenswijze, de gezegden en de standpunten van de profeet worden beschreven, ook een belangrijke bron voor de (soennitische) islamitische doctrine.  Tevens geldt ook nog de Hadith als een collectie van geschreven en verzamelde bronnen in de Islam.
Hoewel de Islam zoals vrijwel de meeste bestaande religies claimt de enige ware te zijn, is er één aspect waarin het in de moderne godsdienstwetenschap objectief als uniek zou kunnen worden aangemerkt: de zogeheten ridda of irtidad    Al naargelang de interpretatie en waarde van de betreffende passage in de Hadith, waaraan daartoe gezag wordt toegekend: dit betreft de hoeveelheid van regels en interpretaties daarvan met betrekking tot afvalligheid en de straf die daarop kan volgen, die vaak aangeduid met de aan de Griekse taal ontleende term "apostasie". Daarmee wordt gedoeld op een daad van weigeren een religieus geloof te blijven volgen, gehoorzamen of erkennen. Er zijn namelijk islamitische rechtsgeleerden en tradities die beweren dat afvalligheid zelfs zou moeten leiden tot het opleggen van de doodstraf. Bij andere hedendaagse bestaande wereld religies is geen enkele sprake van dusdanig vergaande sancties, hoewel dit in het verleden desalniettemin wel voorkwam (zie ketterij). De specifieke verplichting om een afvallige te doden is echter niet expliciet in de Koran vastgelegd. De discussie hierover is voornamelijk gebaseerd op de Hadith (de verzameling van uitspraken en daden die worden toegeschreven aan de Profeet Mohammed) en latere juridische interpretaties.
Een vaak geciteerde hadith in dit verband is: "De Profeet heeft gezegd: 'Wie van jullie zijn religie verlaat, doodt hem.'" (Sahih al-Bukhari, Boek 88, Hadith 5)
Er is aanzienlijke discussie en variatie onder islamitische theologen over de correcte interpretatie van deze teksten en de toepassing in verschillende contexten. De gestelde huidige positie van de Islam m.b.t. afvalligheid is in elk geval historisch niet uniek: in bepaalde periodes, zoals tijdens de Inquisitie in het middeleeuwse Europa, werden in het christendom eveneens afvalligen of 'ketters' vervolgd en bestraft, soms met de dood.
Het begrip van afvalligheid, de bijbehorende straffen en de toepassing ervan in de islam variëren sterk tussen verschillende stromingen en tijden. In de islamitische tradities zijn er verschillende stromingen en rechtsgeleerden die verschillende opvattingen hebben over het onderwerp van afvalligheid. De controversiële opvatting dat afvalligen (murtad) de doodstraf zouden moeten krijgen, is voornamelijk te vinden in sommige orthodoxe en conservatieve interpretaties van de islam.
- 1. Soennisme: Binnen het soennitische recht zijn er verschillende scholen (madhhabs) zoals de Hanbali- en Maliki-school, die de doodstraf voor afvalligheid in bepaalde omstandigheden goedkeuren. Die goedkeuring is echter niet unaniem; sommige hedendaagse soennitische geleerden pleiten voor een minder strenge opvatting en benadrukken andere aspecten van islamitische ethiek.

- 2. Shiisme of shia: Ook binnen de sjiitische traditie is er een vergelijkbare opvatting dat afvalligheid sterk gestraft moet worden. Sjiitische geleerden hebben echter ook gereflecteerd op dit onderwerp, en meningen kunnen variëren, afhankelijk van de context en de interpretatie.

Takfir is een term die verwijst naar de verklaring dat iemand een ongelovige (kafir) is en dat diegene uitgesloten is van de islamitische gemeenschap. Het wordt vaak gebruikt in de context van extremistische groeperingen die bepaalde moslims beschouwen als afvalligen wegens verschil in geloof, praktijk of interpretatie. Takfir kan ernstige gevolgen hebben, waaronder sociale uitsluiting of geweld. Het is een controversieel concept dat frequent wordt toegepast door extremisten, en veel moslimgeleerden waarschuwen tegen het onterecht toepassen ervan, omdat dit kan leiden tot verdeeldheid en geweld binnen de gemeenschap.
In het kort, de opvatting over de doodstraf voor afvalligheid en het gebruik van takfir zijn complexe en delicate onderwerpen binnen de islamitische traditie die sterk afhankelijk zijn van context, interpretatie en de specifieke stroming of school van denken, en daardoor dubieus als een zogenaamd uniek kenmerk van de Islam onder de bestaande wereldgodsdiensten.
Moslims kunnen het woord moslim in een bredere betekenis gebruiken, namelijk - zoals hierboven vermeld - iemand die zich aan God (Allah) overgeeft. Volgens deze definitie waren bijvoorbeeld Adam, Ibrahim (Abraham) en Isa (Jezus) moslims. Op basis van de Koran worden zij een ḥanīf genoemd (onder andere soera De Koe 135-136), een voor-islamitische monotheïst en Godzoeker.

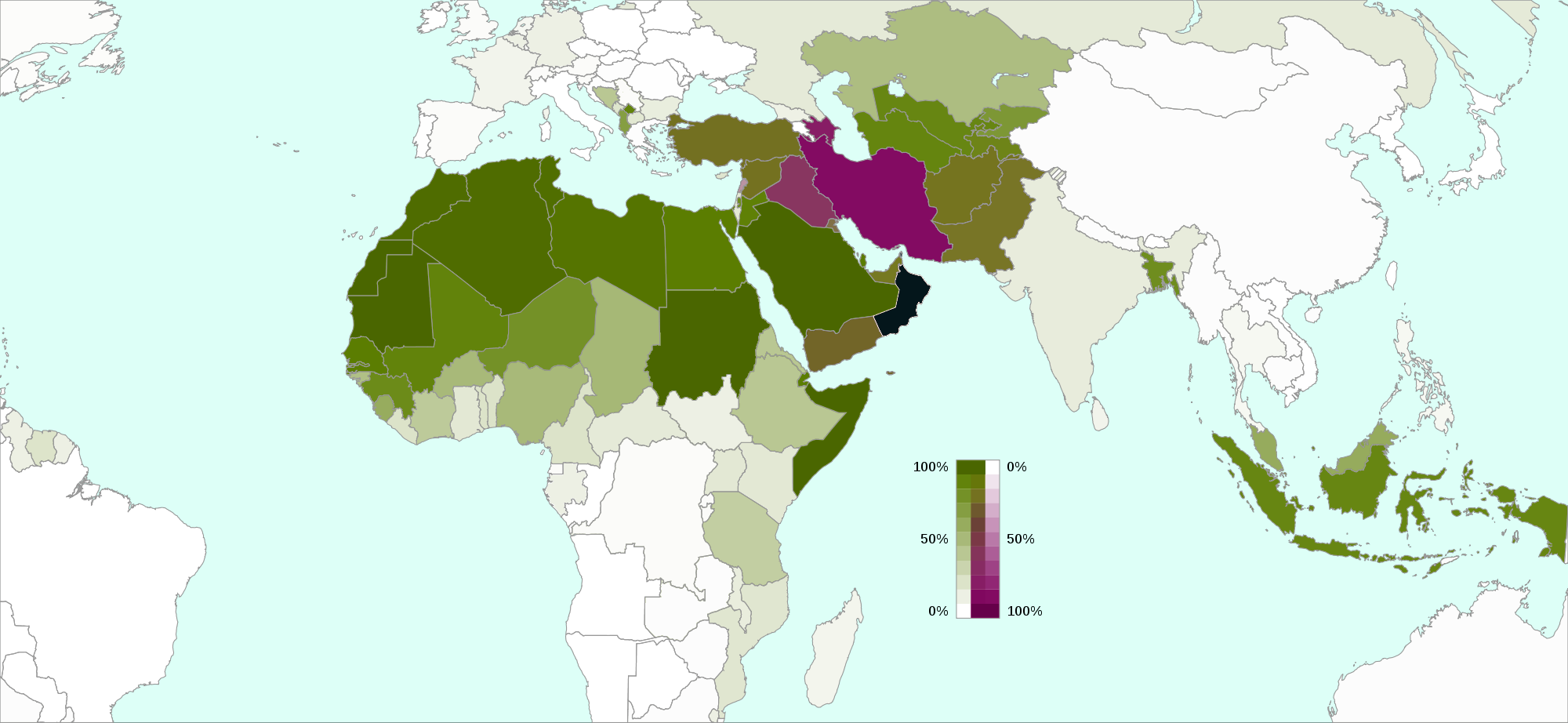
Landen met een moslimbevolking van minimaal 10% (groen is soennitisch, rood is sjiitisch, blauw is ibaditisch)

## Oorsprong

### Traditionele visie

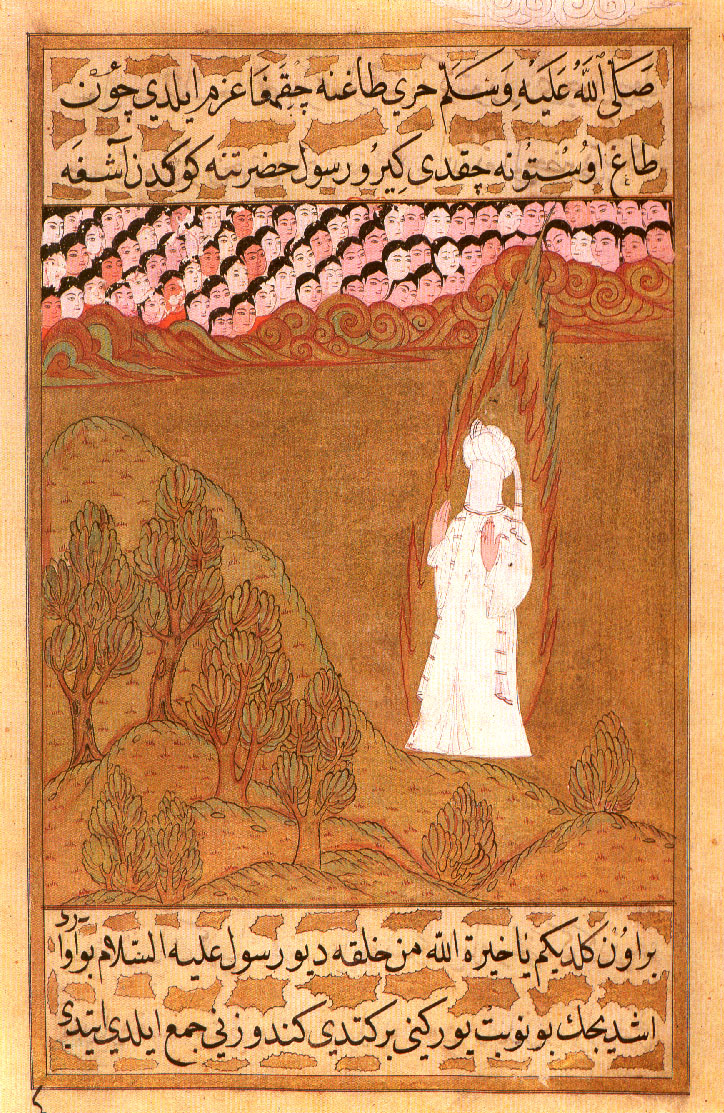
Mohammed ontvangt een Openbaring; Mohammed wordt volgens soennitische opvattingen doorgaans niet afgebeeld.

Volgens de islamitische traditie wordt Mohammed (570-632) gezien als de laatste in een reeks van profeten. Tijdens de laatste tweeëntwintig jaar van zijn leven, vanaf zijn veertigste, zou Mohammed openbaringen hebben gekregen van God die aan hem werden doorgegeven door de aartsengel Djibriel waarin hij werd opgeroepen het geloof van Adam en Abraham opnieuw te introduceren. Voor moslims is de islam dan ook de oorspronkelijke religie zoals geopenbaard aan Abraham, Musa (Mozes), Isa (Jezus) en andere islamitische profeten. De boodschappen in deze openbaringen, bekend als de Koran, werden gememoriseerd en opgeschreven door zijn volgelingen. In totaal noemt de Koran 25 profeten, maar Mohammed wordt in de islam doorgaans beschouwd als de laatste profeet, "Zegel der Profeten", die de geschiedenis van de doorlopende openbaring van Gods wil heeft afgesloten. De islam is voor moslims de vervolmaking van de monotheïstische religie van God.
Gedurende de periode dat Mohammed in Mekka predikte, drong hij er hen op aan om te stoppen met hun polytheïsme en slechts één God te aanbidden. Hoewel sommigen zich bekeerden tot de islam, werden Mohammed en zijn volgelingen vervolgd door het stadsbestuur. Na twaalf jaar van vervolging van de moslims onder Mohammed door de Mekkanen vertrokken de eersten naar de stad Medina (de zogenaamde Hidjra), waar ze een islamitisch bestuur vestigden. Daar werd de eerste islamitische oemma (gemeenschap) opgericht door Mohammed. Die gemeenschap was niet alleen religieus maar ook politiek. De Mekkanen blijven echter in conflict met de moslims en deze situatie eindigt pas wanneer Mohammed in 629 of 630 Mekka gewapenderhand verovert. Wanneer hij in 632 op tweeënzestigjarige leeftijd sterft, heeft hij de Arabische stammen van Arabië zowel politiek als religieus verenigd.

### Historisch-wetenschappelijke visie
De moderne wetenschappelijke geschiedschrijving probeert het verleden te reconstrueren door gebruik te maken van op betrouwbaarheid getoetste archeologische vondsten en tekstkritisch getoetste schriftelijke bronnen. Hoewel een meerderheid van historici aanneemt dat Mohammed een historische persoon is geweest, kan door het ontbreken van betrouwbare bronnen uit de eerste hand, de historiciteit van Mohammed niet worden vastgesteld.
De vroegst bekende biografie van Mohammed, werd honderdtwintig jaar na de dood van Mohammed geschreven door Ibn Ishaak. Deze biografie ('Het leven van Gods boodschapper') is niet overgeleverd en enkel bewaard in een bewerkte versie door een latere auteur genaamd Ibn Hisham en dateert uit de 9e eeuw.
De traditionele overlevering, waarbij de Koran door Mohammed werd ontvangen en door hem en zijn naaste metgezellen werd gememoriseerd om kort na Mohammeds dood schriftelijk te worden vastgelegd, kan eveneens niet door een wetenschappelijke benadering bevestigd worden.
De oudst bekende fragmenten van de Koran (of een voorloper) zijn in 1972 ontdekt in Jemen. Door middel van koolstofdatering wordt de oorsprong van de oudste van deze tekstfragmenten tussen 645 en 690 geschat. Echter, omdat bij koolstofdatering wordt uitgegaan van het jaar waarin een organisme is gestorven (dat in het geval van perkament niet hoeft overeen te komen met de opgeschreven tekst) gaan wetenschappers op basis van de kalligrafie uit van een werkelijke datering van tussen 710-715. De oudste bekende volledige Koran, de zogenaamde Samarkand Koran, stamt naar alle waarschijnlijkheid uit het einde van de 8e tot het begin van de 9e eeuw.
De Koran verwijst veelvuldig naar thema's en verhalen over personen die eerder in de Thora/Oude Testament en het Nieuwe Testament zijn beschreven. Dit betreft onder anderen Mozes, Maria en Jezus. Niet alle verhalen over deze figuren in de Koran komen overeen met deze eerder genoemde geschriften. Zo spreekt de Koran tegen dat Jezus aan een kruis stierf en opstond, en was volgens de Hadith niet Isaak de "zoon van de belofte", maar juist Ismaël, de stamvader van de Arabieren. Desalniettemin zijn de overeenkomsten dusdanig dat de wetenschappelijke consensus is dat de Koran veel aan deze eerdere teksten heeft ontleend. De traditioneel islamitische verklaring voor deze overeenkomsten is dat zowel de geschriften van de christenen en joden onvolledige en verstoorde versies van de islam zijn.
Naast joods-christelijke elementen zijn waarschijnlijk ook verscheidene heidense tradities uit voorislamitische animistische religies in de islam geïntegreerd, zoals het heiligdom de Kaäba en de rondgangen die daaromheen gemaakt worden tijdens de oemra en de hadj (tawaaf), elementen die volgens de islamitische traditie op Abraham teruggevoerd moeten worden.

## Grondslag van de islam

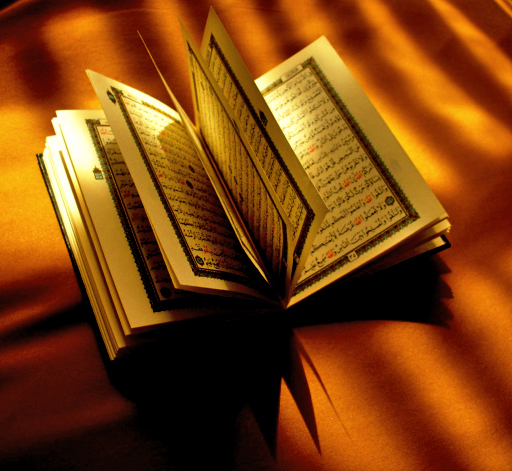
Een Arabische Koran

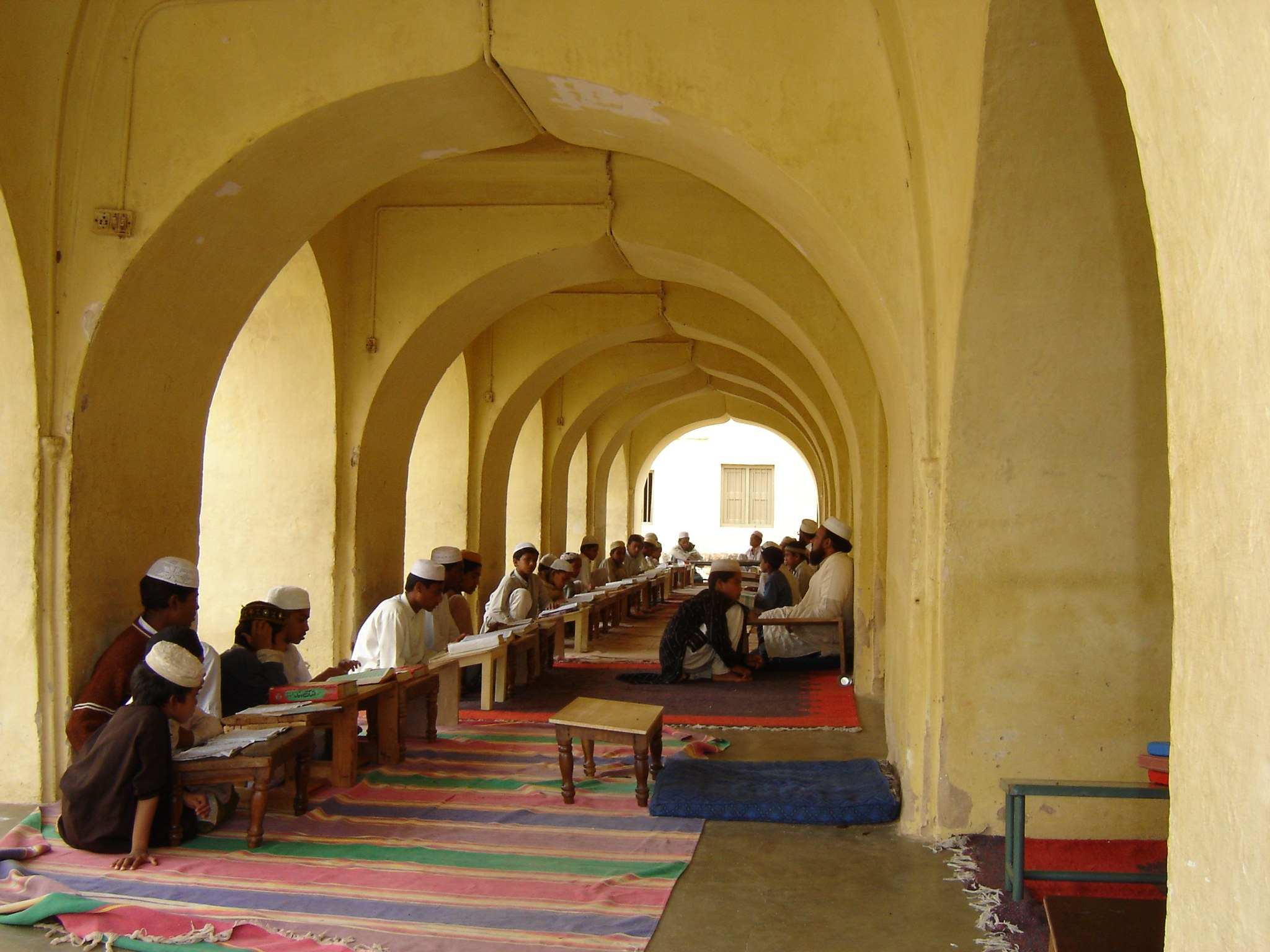
Kinderen in een madrassa die de Arabische Koran uit het hoofd leren te reciteren

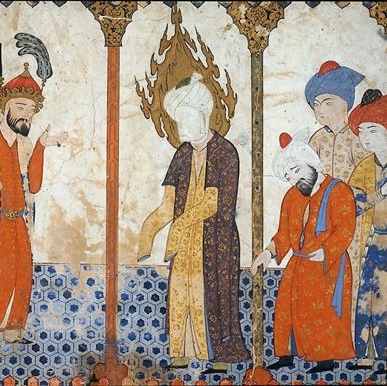
Mohammed in de moskee

### Koran
De Koran (ook wel Qur'an genoemd) spreekt tevens met respect over de islamitische heilige boeken, de Thora (Tawrat), de Psalmen (Zaboer) en het Bijbelse Evangelie (Indjil), waardoor volgens de islam God in vroeger tijden eveneens tot de mensen heeft gesproken. Men gelooft echter dat de Koran de laatste en beslissende openbaringen van God bevat en dat de andere heilige boeken veranderd en vervalst zijn. Joden en christenen worden de Mensen van het Boek genoemd en daar de Koran fragmentarisch is opgebouwd, geeft de Koran het advies om bij twijfel de Mensen van het Boek te raadplegen.
Er zijn verschillende alternatieve namen voor de Koran waaronder, Foerqaan (openbaring), Kitaab (boek) en Moeshaf (boek, dat wil zeggen bladzijden in een kaft). In traditionele zin betekent Koran letterlijk 'oplezing', wat erop duidt dat het niet alleen een tekst is die bestudeerd moet worden, maar vooral moet worden gereciteerd. Koranrecitatie wordt dan ook als een bijzondere vorm van kunst gezien en wordt onderwezen in madrassa's. Pas door een kundige recitatie komt de poëtische kwaliteit van de tekst tot uitdrukking. Overigens is het Arabisch een taal die zich bij uitstek leent voor poëzie en de dichtkunst staat in Arabisch sprekende landen op een hoog niveau. Grote dichters worden er als helden vereerd. Soennitische moslims organiseren poëzie-bijeenkomsten (Mehfil-e-Naat) waar men Arabische gedichten en poëzie voordraagt.
Moslims geloven dat de inhoud van de Koran in het Arabisch geopenbaard werd en die taal is voor de islam dan ook de taal van de hemel (lughat al-sama). Men gelooft dat het Arabisch van God komt en dat deze hemelse taal niet goed genoeg in een aardse taal kan worden omgezet. Vertalingen van de Koran worden dan ook door moslims gezien als minderwaardig en onbetrouwbaar. Een probleem is dat tegenwoordig verreweg de meeste moslims geen Arabieren zijn en niet het Arabisch als moedertaal hebben, al is het wel zo dat ook veel niet-Arabische moslims Arabisch leren. Daarom wordt in de praktijk toch vaak een vertaling van de Koran gebruikt. Deze vertaling wordt beschouwd als de interpretatie van de betekenissen van de koran en heeft dus niet de heilige status die de Arabische Koran heeft.

### Hadith
Naast de Koran wordt door veel moslims aan de Hadith (dat zijn de overleveringen van Mohammed en zijn volgelingen) veel gezag toegekend. Pas in 733, een eeuw na de dood van de profeet in 632, verscheen de eerste biografie van Mohammed verzameld en samengesteld door Mohammad Ibn Ishaq.
In grote verzamelingen overleveringen staat beschreven wat Mohammed (of zijn naaste volgelingen) zei en deed, de soenna ofwel 'de weg' geheten. Men kent ook aan zijn algemene spreken en handelen het gezag van een goddelijke openbaring toe. Islamitische wetgeleerden en theologen hebben de eerste drie eeuwen veel gediscussieerd over de vraag welke van de overgeleverde tradities, die elkaar op sommige punten tegenspreken, authentiek zijn en welke later verzonnen zijn.
Een uitlegger en 'redacteur' van de Hadith uit de negende eeuw was Al-Bukhari, een soennitisch geleerde. Samen met Muslim, een andere Hadith-geleerde, legde hij collecties aan van 'zeer betrouwbare' Hadith. Zij hebben daarmee grote invloed gehad op de ontwikkeling van de islamitische jurisprudentie. De Koran en de Hadith vormen met elkaar de basis voor het leven en de leer van de moslims.
Uit de Koran en de Hadith werden later de islamitische wetten samengesteld, de sharia. In ongeveer de helft van de islamitische landen wordt de sharia in een gemengd rechtssysteem gebruikt, naast een wetgeving volgens westers model.
De Hadith-collecties verschillen per stroming (soennieten, sjiieten, etc.) en worden door aanhangers van het Koranisme als onnodig beschouwd omdat de Koran er negatief over zou zijn.

## De leer

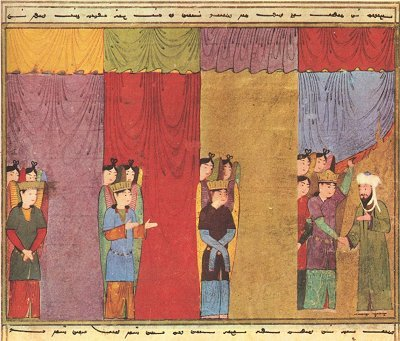
Mohammed wordt ontvangen door de vier aartsengelen. Afbeelding uit 1436; in tegenstelling tot de soennitische gewoonte, tonen de sjiitische Perzische afbeeldingen wel het gezicht van Mohammed

God wordt door moslims aanbeden als schepper van alles. Hij is (ver boven de mens) verheven, soeverein, barmhartig, almachtig en alwetend. De islam kent aan God 99 eigenschappen toe. Volgens moslims openbaart God niet zichzelf; Zijn tekenen van bestaan zijn wel te herkennen in de pracht van de schepping. Niets van God is door de mens te kennen, behalve Zijn wil, die via Mohammed aan de mens geopenbaard is. Moslims spreken de grootheid van God vaak uit door middel van de uitdrukking Allahoe akbar (God is groter/de grootste - het Arabisch kent geen overtreffende trap). Centraal staat ook het begrip tawhied, dat letterlijk 'Het ontkennen van een gelijke aan God in al Zijn eigenschappen, namen en daden' betekent. Het staat voor het principe dat God de enige is die er werkelijk toe doet. Tawhied is daarom tegen de scheiding van geloof en staat en staat aan de basis van het islamisme, oftewel de politieke islam.
Islamologen als Urbain Vermeulen beschrijven daarom de islam eerder als een rechtssysteem dan een godsdienst omdat in die gebieden waar de islam zich heeft kunnen vestigen als meerderheidsgodsdienst er nooit een dichotomie heeft bestaan tussen religieus-eschatologische en ethisch-juridische aspecten.
Moslims geloven (evenals veel christenen en joden) in het bestaan van door God geschapen engelen, dienaren van God. De islam kent vier aartsengelen en miljoenen beschermengelen. Ook geloven moslims traditioneel dat naast elk mens twee engelen zitten: één aan de rechterkant die zijn goede daden en woorden noteert, de ander aan de linkerkant om zijn zonden op te schrijven. Verder kent de islam, vergelijkbaar met animistische religies, mannelijke en vrouwelijke geesten of geestelijke wezens, de djinns. Deze wezens spelen een grote rol in het dagelijks leven van aanhangers van de z.g. volksislam. Hierin spelen bijgeloof, magie zoals het boze oog een belangrijke rol. De Koran leert ook dat de duivel, Iblis of Shaitan, een djinn is. In tegenstelling tot de andere engelen buigt hij niet voor Adam
Hoewel djinns andere wezens zijn dan mensen zitten ze volgens de islam in dezelfde positie als de mensen. Ze hebben de keus om God al of niet te volgen. Onder hen bestaan daarom dus ook moslims en niet-moslims. Net als in het christendom en jodendom geleerd wordt zijn de geestelijke wezens die God niet willen volgen bekend als kwade geesten of demonen.
De islam kent de concepten van vergeving en verlossing van zonden niet; ieder mens blijft zélf altijd verantwoordelijk voor zijn eigen daden en moet de gevolgen daarvan dragen bij het eindoordeel. Dat eindoordeel is afhankelijk van de eindbalans tussen zonden en goede daden. De islam is geen Kerk en heeft in principe geen kerkelijke hiërarchie. Iedere moslim is vrij om een interpretatie van een geestelijke voorganger te kiezen.

### Islamitische eschatologie

Allah, God in het Arabisch

De islam leert dat alle levende wezens op aarde op de dag van de wederopstanding door God geoordeeld zullen worden en wel op basis van hun daden. In tegenstelling tot het christendom leert de islam geen erfzonde, maar wel de neiging van ieder mens om van het goede pad af te dwalen. De islam kent vergelijkbaar met christenen wel een islamitische opvatting van de Heilige Geest, genaamd Roeh Al-Qoedoes, maar wijst de heilige drie-eenheid resoluut af.
Adam wordt in de Koran net zo goed als Eva (die niet bij naam wordt genoemd) verantwoordelijk gesteld voor de zondeval. Hij had zijn partner immers moeten afhouden van het overtreden van Gods gebod. 'Zonde' is voor de moslim het begaan van fouten door slechte invloed van buitenaf of van de eigen ziel. Gedragsproblemen komen gedeeltelijk van binnenuit (nafs) en gedeeltelijk van buitenaf (invloed vriendenkring, mensen met een slechte invloed, beïnvloeding door de consumptiemaatschappij, invloed van Shaitan). Slechte daden kunnen gedeeltelijk worden gecompenseerd door het vervullen van Fard (religieuze plichten), onderwerping aan de wil van God en het doen van goede daden. Ieders goede en slechte daden zullen tegen elkaar afgewogen worden op de 'dag van de opstanding', ook wel 'het uur' of 'de dag van het oordeel' genoemd. Door de vergevingsgezindheid van God (Rahim) kunnen mensen de hemel bereiken. Soms voorafgegaan door een tijdelijke straf in de hel. Een positieve balans resulteert altijd in rechtstreekse toelating tot het paradijs. Eeuwige straf krijgen ook moslims die ridda hebben begaan, oftewel Gods bestaan hebben ontkend en daarmee getornd hebben aan de inhoud van de geloofsbelijdenis.
Algemeen aanvaard is het geloof in de komst van een messiaanse figuur, al Mahdi ('de door God geleide'), die de wereld gerechtigheid zal brengen en terug zal voeren naar de ware islam. Maar omdat de Koran daarover zwijgt en sommige van Mohammeds uitspraken daarover, zoals opgetekend in de Hadith, onbetrouwbaar worden gevonden, blijft de identiteit van dit figuur onderwerp van discussie binnen de islam. Zo zou het kunnen gaan om de profeet Isa als messias, maar zou het ook kunnen gaan om de profeet Isa die de messias op deze Dag zal komen brengen. Op dit punt hebben de sjiieten en soennieten heel afwijkende opvattingen.
Het paradijs (djannah) wordt in de Koran beschreven als een plaats waar geen moeite, verdriet of vermoeidheid is en waar de rechtvaardigen het aangezicht van de Godheid mogen zien. De paradijsbewoners mogen liggen op zijden rustbanken aan de oevers van stromende rivieren, terwijl zij genieten van hemelse spijzen en dranken, die hen door jongelingen worden aangereikt. Donkerogige maagden (hoeri's) staan voortdurend tot hun beschikking. Veel gelovigen vatten deze beschrijving letterlijk op. Moslimgeleerden benadrukken daarnaast het allegorische karakter ervan. Zo zouden de bomen de goede daden symboliseren en de rivieren het geloof van de rechtvaardigen. Omdat de goede vrouwen van de rechtvaardigen ook in het paradijs komen, moeten de hoeri's, net als de spijzen en dranken, symbool staan voor geestelijke zegeningen. Overigens komt het begrip hoeri's slechts viermaal voor in verzen die in de vroegere periode (in Mekka) zijn geopenbaard. Veel vaker komt het neutrale zawjd voor, dat met partner vertaald kan worden. Vooral voor een feministische uitleg van de Koran is dit van belang. Ook met betrekking tot islam en homoseksualiteit lijken in deze ayaat mogelijkerwijs een aantal verwijzingen te staan.

### Andere elementen uit de leer

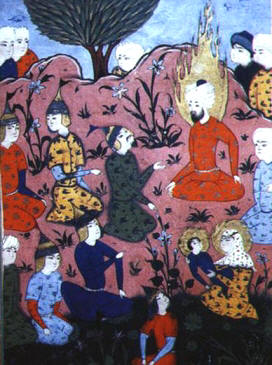
Isa op de berg

Kufr betekent in het Arabisch 'ongeloof, ontrouw', kafara betekent 'bedekken, verbergen; ongelovig zijn'. In de Koran wordt het woord kafr gebruikt om te refereren aan mensen die de realiteit van Gods heerschappij en autoriteit ontkennen of verbergen. In de islam worden er verschillende gradaties van kafr onderscheiden met verschillende onderliggende redenen, variërend van arrogantie en koppigheid tot hypocrisie.
Een ongelovige wordt in de Koran een kāfir genoemd. Een kāfir verwijst naar iemand die ondankbaar is jegens God. Ook Shaitan wordt in de Koran een kafir genoemd, terwijl hij zojuist nog met God gesproken had. Doorgaans wordt met kafir iemand bedoeld die het bestaan van God ontkent, ook wel shirk genaamd. Mensen van het Boek vallen hier niet onder, ondanks de voor moslims onaanvaardbare drie-eenheid. Jezus (Isa) wordt door de islam wel als belangrijke profeet erkend, maar niet als zoon van God.
Veel moslims kennen een sterke afhankelijkheid van het lot zoals God dat beschikt (Insha'Allah, zoals God het wil), zowel goed als kwaad. De islam leert hen echter alles te doen wat in hun vermogen ligt om het kwade af te wenden, en pas daarna op God te vertrouwen. Het gebruik van medicijnen ten tijde van ziekte is voor een moslim dan ook verplicht en hij moet niet op het lot vertrouwen zonder verder iets te ondernemen.
Moslims zien 'heil' en 'redding' als een zaak van de hele wereldgemeenschap, de universele islam. Velen zeggen dan ook te streven (ook wel uiterlijke jihad genoemd) naar het realiseren van één wereldomvattende islamitische staat. Leven in één moslimgemeenschap, de oemma, geleid door moslims die kennis hebben van Gods wil, zou alle mensen helpen de wil van God op te volgen.

## De praktijk

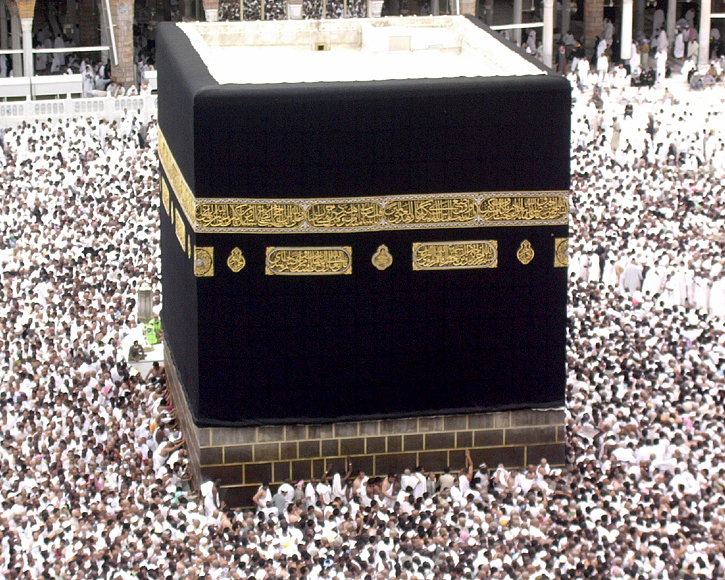
Tijdens de hadj maakt men zeven keer de ommegang rond de Kaäba

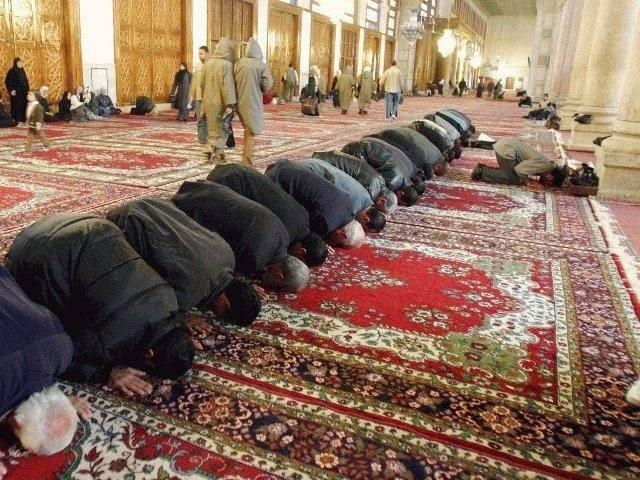
Nederwerping van een aantal moslims in een moskee tijdens het rituele gebed

De praktijk van het islamitisch geloof steunt op een stelsel van riten en plichten, de fiqh, waarvan de 'Vijf zuilen van de islam' de belangrijkste zijn, namelijk de getuigenis (de sjahada), het verrichten van de vijfmaal daagse verplichte gebeden (de salat), het geven van aalmoezen (de zakat), het overdag vasten in de maand ramadan en het maken van een bedevaart naar Mekka (de hadj). Elke moslim is traditioneel verplicht zich, indien maar enigszins mogelijk, aan deze vijf verrichtingen te houden. Hiermee worden de persoonlijke discipline van elke gelovige zowel als de onderlinge gemeenschap en de gehoorzame dienst aan God uitgedrukt.
Een moslim dient zich aan deze vijf zuilen van de islam te houden, maar tevens behoort hij te geloven in de Zuilen van geloof. Er is geen vastgesteld aantal, maar de meeste literatuur spreekt van zes zuilen: de eenheid van God, de engelen, de geopenbaarde boeken, de profeten en de boodschappers, de Dag des Oordeels en de voorbeschikking Gods.
De Koran geeft ook voorschriften omtrent het gebruik van voedsel. Voedsel kan halal (toegestaan) of haram (niet toegestaan) zijn. Veel van deze voorschriften komen overeen met de Thora, de boeken van Mozes. Zo is het eten van vlees afkomstig van varkenachtigen (bijvoorbeeld varkensvlees) verboden, behalve in tijd van nood. Ook wordt volgens de meeste tafsir in de Koran het drinken van alcoholische dranken verboden.
Moslims houden hun gezamenlijke erediensten meestal in de moskee, maar op zich kan op iedere reine plek het verplichte gebed worden verricht. Bidden kan alleen geschieden in staat van rituele reinheid (woedoe) en bestaat uit een serie buigingen en teraardewerpingen, waarbij onder meer uit de Koran wordt gereciteerd. Het gebed wordt afgesloten met een korte draaiing van het hoofd naar rechts en naar links onder het uitspreken van as salaamoe `alaykoem wa rahmatullah (vrede zij met u en de genade van God) om de engelen te groeten die de goede en slechte daden van de gelovige bijhouden of om het contact met de wereld om zich heen te herstellen. Tijdens het gebed richt men zich zo mogelijk naar de Kaäba in Mekka. In het begin van Mohammeds profeetschap verrichtten de moslims hun gebeden in de richting van Jeruzalem, maar de qibla werd later tijdens zijn profeetschap veranderd naar Mekka.
Het hoogtepunt van de week ligt voor moslims op vrijdagmiddag, vergelijkbaar met de sjabbat voor joden en de zondag voor de christenen. Er wordt voorafgaand aan het dhuhr-gebed dan een preek (khutbah) gehouden, gevolgd door het gezamenlijke gebed, dat dan twee rakaat omvat in plaats van vier. Het betreft echter geen rustdag; er mag gewerkt worden op deze dag.
De islam kent geen priesterschap, maar wel geestelijke zowel als politieke leiders, theologen en rechtsgeleerden. Bij soennitische moslims wordt geestelijk en politiek leiderschap niet gecombineerd, bij sjiieten wel. Een voorganger in de moskee (voor soennitische moslims) wordt imam (van het Arabische amma, 'vooraan lopen') genoemd, bij sjiieten wordt de term ook gebruikt voor een belangrijk geestelijk leider. Andere religieuze titels zijn: sjeich (soefileider; dit kan bij zowel soefi's als bij soennieten gebruikt worden), alim (meervoud oelema) 'jurist/theoloog', ayatollah (sjiisme), moefti (juridisch adviseur) en kalief (hoofd van het kalifaat). Verder wordt een vernieuwer van het geloof een mujaddid genoemd en een strijder voor het geloof een mujahed. Een qadi ten slotte is een islamitisch rechter.
Van plaats tot plaats wordt de islam anders beleden, vaak binnen de culturele kaders van het volk dat de islam aanhangt of heeft aangenomen. Vaak zijn de initiële (religieuze) gebruiken van een volk of groepering verweven met die van de islamitische (Arabische) uitgangspunten. In deze context spreekt men ook wel van volksislam. Van Koranische moslims spreekt men in het geval van moslims die alleen de Koran accepteren en de Hadith verwerpen.

## Stromingen in de islam

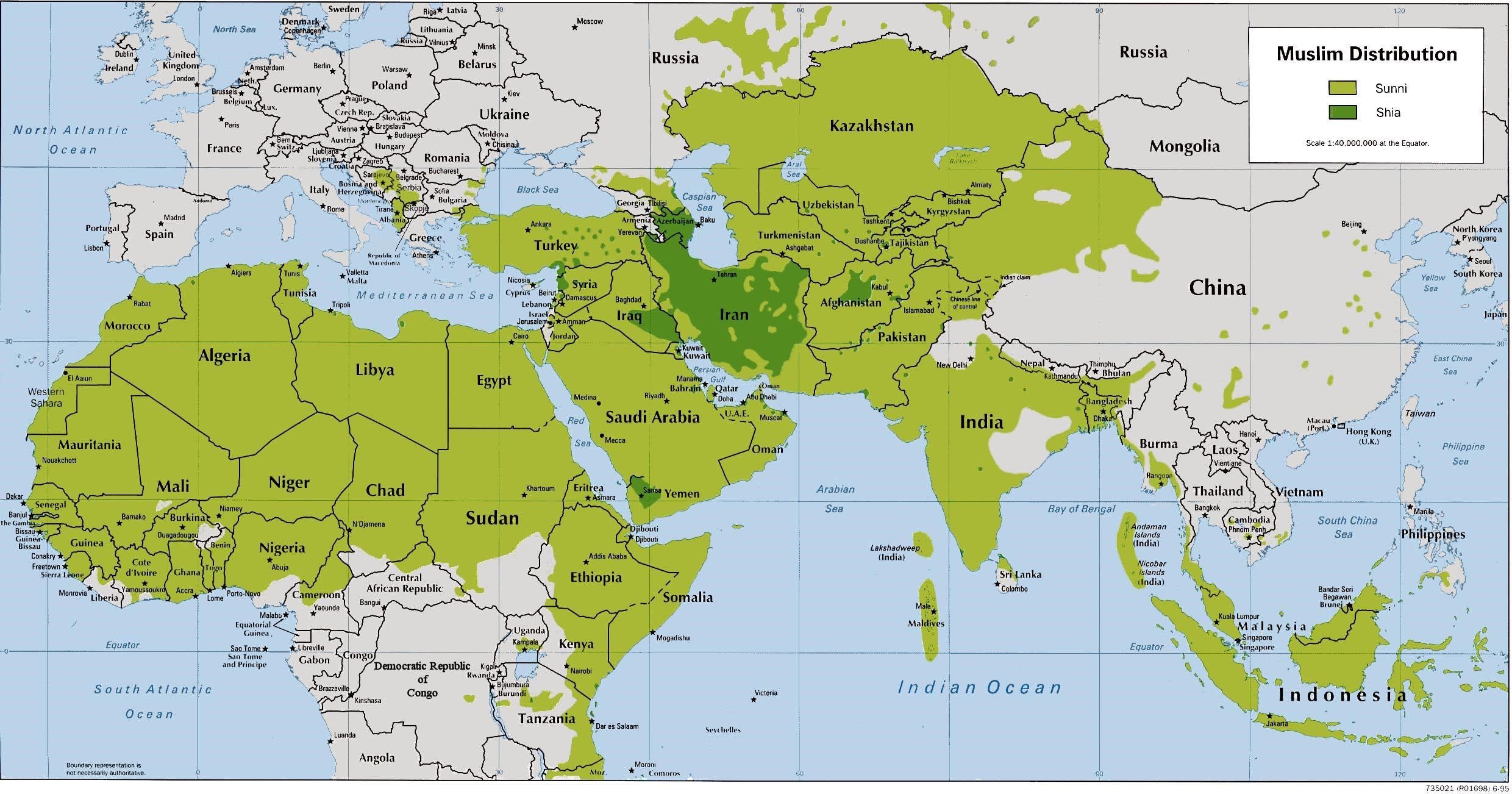
Verspreiding van sjiieten (donkergroen) en soennieten (lichtgroen)

Binnen de islam zijn er verschillende stromingen. De twee grootste stromingen zijn ontstaan ten gevolge van een conflict over de opvolging van Mohammed. De islam kent hierdoor geen centraal leergezag en er is ook geen religieus-spiritueel leider, zoals de paus in de Rooms-Katholieke Kerk, wiens gezag door rooms-katholieke christenen algemeen erkend wordt.
Het opvolgingsconflict ontstond doordat Mohammed, ondanks het feit dat hij negen vrouwen had, geen levende mannelijke afstammeling had verwekt (zijn enige zoon was jong overleden). Tot ongenoegen van enkele moslims werd na de dood van Mohammed diens vriend Aboe Bakr als opvolger aanvaard en niet Ali, een neef (en schoonzoon) van Mohammed. Ali werd uiteindelijk de vierde kalief, maar hij werd in 661 vermoord. Zijn zoon Hoessein volgde hem op, maar deze werd in 680 eveneens gedood door het leger van de Omajjaden. Na een kleine dertig jaar resulteerde dit tot het ontstaan van twee hoofdstromingen: het sjiisme en het soennisme. Waar de soennieten in de vier kaliefen geloven (Aboe Bakr, Omar, Oethman, Ali), geloven de sjiieten in de Twaalf Imams, die wél als mannelijke afstammelingen van Mohammed worden gezien via zijn dochter Fatima Zahra.
Het soennisme en het sjiisme verschillen niet zozeer op het gebied van elementaire geloofsleer en religieuze verplichtingen, maar wel op het gebied van niet-verplichte feesten, tradities en praktijken. Er worden verschillende versies van de Hadith gehanteerd.
Naast soennisme en sjiisme bestaat er binnen beide stromingen een mystieke substroom, het soefisme.

### Soennisme
De naam voor deze stroming is afgeleid van het Arabische woord soenna,  'gewoonte'. Soennieten vormen de grootste groep binnen de islam. Kenmerk: soennieten geloven dat de moslim Mohammed zo getrouw mogelijk moet navolgen in onder meer eet- en leefgewoonten en ethisch gedrag. Dit maakt voor soennieten de betrouwbare Hadith, die de leefgewoonten van Mohammed beschrijven, erg belangrijk. Het leiderschap van de gemeenschap werd overgenomen door kaliefen, waarvan er vier door soennitische moslims als rechtgeleid worden beschouwd. De overgrote meerderheid (ca. 85%) van de moslims is soenniet. Het soennisme kent vier rechtsscholen (richtingen) ook wel madhhab (مذّهب) genoemd:
- hanafieten: vooral in India, Pakistan, Afghanistan, Egypte, Turkije en Iran.
- hanbalieten/wahabisme: vooral op het Arabisch Schiereiland
- malikieten: vooral in Noord- en West-Afrika
- sjafi'ieten: vooral in Somalië, Maleisië en Indonesië

De soennieten krijgen vaak kritiek van andere stromingen omdat hun leer, hadith-keuze en praktisering te veel 'beïnvloed' zou zijn door de Omajjaden.
Substromingen:
- salafisme - puriteinse stroming binnen het soennisme gebaseerd op de hanbali-madhhab, die terug wenst te keren naar een originele islam. Salafisten streven ernaar om as-Salaf as-Saalihien (de vrome voorgangers, namelijk Mohammed, zijn metgezellen en de generatie daarna) na te volgen.

### Sjiisme
Sjiieten stellen dat het leiderschap na de dood van Mohammed overgenomen moest worden door een lid van zijn familie en zij gaven de voorkeur aan zijn schoonzoon Ali. Dit baseren zij op Hadith waarin Mohammed Ali als zijn directe opvolger aanwijst. Sjiieten leven vooral in Azerbeidzjan, Bahrein, Irak en Iran, waar ze de meerderheid vormen. Ze vormen een minderheid in Afghanistan, Jemen, Koeweit, Libanon, Pakistan, Saoedi-Arabië, Syrië en Turkije. Kenmerkend voor sjiieten is het gezag dat zij aan de imam toekennen. De belangrijkste groep sjiieten, de Twaalvers, erkennen dat er Twaalf Imams zijn geweest die de ware opvolgers waren van de profeet Mohammed. De twaalfde imam, de Mahdi, verdween mysterieus en zijn gehoopte terugkeer is een belangrijk kenmerk van het sjiisme. 
Ook het sjiisme heeft verschillende rechtsscholen, zoals de Jafari. 
Substromingen:
- alawieten - een stroming binnen het sjiisme (niet verwarren met de alevieten, zie beneden). Erkennen de Twaalf Imams als de ware opvolgers van de profeet Mohammed. Qua praktisering heeft deze stroming veel gemeen met de sjiieten. Komt voor in het westen van Syrië, het uiterste zuiden van Turkije en het noorden van Libanon.
- alevitisme - deze mystieke stroming wordt ook wel vaak omschreven als een spiritueel religieus-humanistische stroming binnen het sjiisme, gebaseerd op de leer van de 13e-eeuwse soefi-meester Hadji Bektasj Veli. Geloven ook in de Twaalf Imams. De praktisering komt overeen met het soefisme (voornamelijk de Bektashi-orde). Komt vooral voor in Turkije.
- assassijnen - een stroming binnen het isma'ilisme.
- druzen - een uit het sjiisme voortgekomen mystieke sekte. Druzen worden door andere moslims niet altijd als islamitisch gezien. Druzen wonen van vroeger uit in Libanon, Syrië, Israël (inclusief de Palestijnse gebieden) en Jordanië, en tegenwoordig ook in de Verenigde Staten en Australië.
- isma'ilisme of Zeveners - mystieke stroming binnen het sjiisme, die in de terugkeer van de zevende Imam gelooft. Komt voor in Syrië en Libanon.
- ithna ashri of twaalvers - De grootste en belangrijkste stroming binnen het sjiisme. Erkennen de Twaalf Imams als de ware opvolgers van de profeet Mohammed.
- zaidieten of vijvers - stroming binnen het sjiisme die slechts de eerste vijf imams erkennen. Komt vooral voor in Jemen en het zuidwesten van Saoedi-Arabië.

### Soefisme

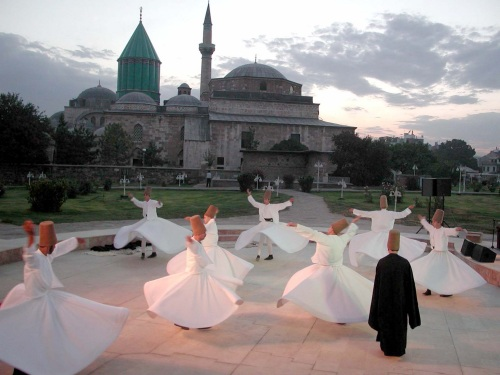
Enkele soefi's die buiten ronddraaien als vorm van aanbidding.

Het soefisme is een mystieke, spirituele beweging binnen zowel het soennisme als het sjiisme. Het soefisme wordt ook aangeduid als de volksislam. Het wordt ook wel tasawwoef genoemd en beschreven als het hart van de islam.
Soefisme vormt een innerlijke, mystieke of de psycho-spirituele dimensie binnen de islam. Het voeren van een innerlijke strijd en het ontwikkelen van zelfdiscipline zijn belangrijke kenmerken van een soefistische levenshouding. Door het doen van spirituele, meditatieve oefeningen, meestal onder leiding van een spirituele meester, hoopt men 'dichter bij God' te komen.
De meningen van islamitische geleerden over het ontstaan van het woord soefisme zijn verdeeld. Sommigen zien een relatie met het Griekse woord 'sophia', wat levenswijsheid betekent, anderen zeggen dat het verwijst naar arme moslims die naast de moskee van de Profeet in Medina op een bank (soefa) zaten. Ook bestaat de opvatting dat de benaming afkomstig is van het Perzische woord voor wol, aangezien veel soefi's eenvoudige wollen kleding droegen die paste bij hun sobere levensstijl.

### Koranisme
Het Koranisme is de groeiende overtuiging die de religieuze autoriteit van de Hadith-verzamelingen geheel of gedeeltelijk afwijst en beschouwt de Koran als meest (of enige) gezaghebbende tekst in de islam. De Koran zou ervoor waarschuwen dat ongegronde Hadith doen dwalen van het ware pad van God. Koranisten zijn van mening dat veel hadith door de omajjaden zijn gefabriceerd en dat ook de praktisering van de orthodoxe meerderheid hierdoor en door pre-islamitische rituelen en gebruiken is beïnvloed.
Al in de tijd van de geleerde Al-Schāfiʿī (767-820) waren de eerste critici van de hadith-tradities; hun argumenten vonden echter niet veel bijval onder moslims. Vanaf de 19e eeuw begonnen reformistische denkers als Sayyid Ahmad Khan, Abdullah Chakralawi en later Ghulam Ahmad Parwez in India systematisch de hadith en de islamitische traditie in twijfel te trekken. Tegelijkertijd was er een langdurige discussie over het exclusieve gezag van de Koran in Egypte, op gang gebracht door een artikel van Muhammad Tawfīq Sidqī genaamd "Islam is de koran alleen" (al-Islām huwa l-Qurʾān waḥda-hū) in het tijdschrift al-Manar. Het koranisme kreeg in de 20e eeuw ook een politieke dimensie toen Muammar al-Gaddafi de koran tot de grondwet van Libië verklaarde. In Amerika richtte Rashad Khalifa, een Egyptisch-Amerikaanse biochemicus en ontdekker van de Korancode (Code 19), een hypothetische wiskundige code in de Koran, de organisatie "United Submitters International" op.

### Khawarij
De khawarij is een oorspronkelijk zeer radicale, later toleranter geworden stroming binnen de islam die zich onderscheidt van zowel soennisme als sjiisme. Belangrijke kenmerken in de leer zijn de nadruk op daden in plaats van dogma's, en het hebben van een goede inborst als geloofsrechtvaardiging. Zij verwerpen ritualisme en corrupt leiderschap, wat in het verre verleden leidde tot meerdere opstanden tegen het heersende gezag.
Substromingen:
- ibadieten - de staatsgodsdienst van Oman. De meest tolerante vorm van islam op het Arabisch Schiereiland. Ook groepen Kabylen zoals de mozabieten in Algerije zijn aanhangers van deze stroming.

### Andere stromingen
- ahmaddiya - dit wordt door de meeste moslims als een niet-islamitische sekte gezien. De profeet en grondlegger van de Ahmaddiya is Mirza Ghulam Ahmad. Aanhangers wonen vooral in Pakistan en India. In Nederland zijn de meeste aanhangers geëmigreerde Hindoestanen uit Suriname, in België zijn het vooral politiek vluchtelingen uit Pakistan.
- asharisme - een sekte die in de 9e eeuw gesticht is als reactie tegen het moetazilisme.
- moetazilisme - een liberale, rationalistische stroming binnen de islam.
- qadarisme - een van de eerste sekten die zijn ontstaan binnen de islam; deze sekte legt de nadruk op het lot van de mens die een vrije wil heeft los van Allah.
- volksislam - de islam gemengd met pre-islamitische rituelen.
- Islam Nusantara - een gematigde Indonesische stroming in de islam sinds de 16e eeuw, die gepropageerd werd door Abdurrahman Wahid, islamgeleerde en president van Indonesië tussen 1999 en 2001 en door de latere Indonesische regeringen als tegenwicht voor het radicaliserende salafisme vanuit Saoedi-Arabië.[21]

Zie ook: Stromingen in de islam, Lijst van religies en spirituele tradities

## Islam in de moderne wereld

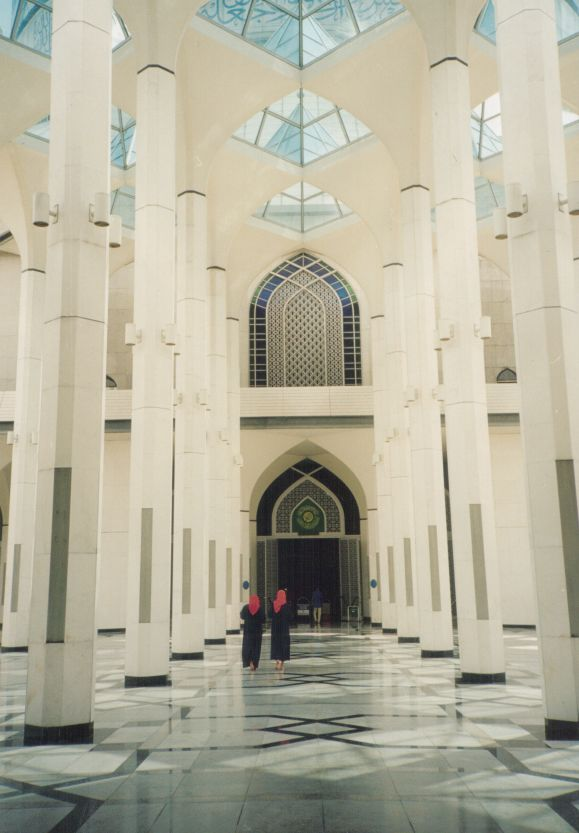
Twee vrouwen in een moskee in Maleisië

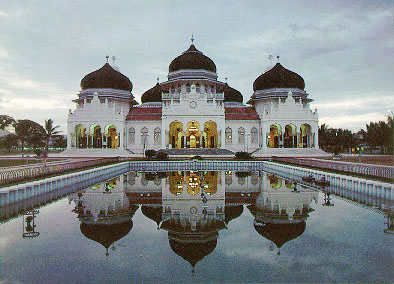
De Grote Moskee van Banda Atjeh, Indonesië

De westerse invloed die tegen het einde van de 19e eeuw de islamitische wereld bereikte, als gevolg van het kolonialisme, heeft ook de beleving van de islam in veel landen veranderd.
Westerse seculiere waarden als democratie, de scheiding van kerk en staat, godsdienstvrijheid en rechten van de mens, maar ook westers economisch imperialisme en racisme hadden een grote invloed op de bevolking. Eerst werd vooral een westers opgeleide elite beïnvloed door de westerse denkbeelden zoals emancipatie, mensenrechten en modern humanisme. De opkomst van deze denkbeelden en de slechte positie van de moslimbevolking leidde tot ontevredenheid bij veel moslims.
In hoofdlijnen kan de manier van reageren door moslims op de moderne, seculiere wereld, verdeeld worden in een fundamentalistische dan wel een meer liberale reactie. Met name moslimfundamentalisten waren tegenstanders van deze westerse waarden terwijl seculiere moslims voorstanders waren. In eerste instantie probeerden de meesten de islam te verzoenen met de westerse waarden en argumenteerden bijvoorbeeld dat de islam altijd een sterk democratisch karakter had gehad. Anderen waren teleurgesteld over het feit dat sommige islamitische landen door westerse mogendheden overheerst werden. De westerse idealen bleken helemaal niet zo vanzelfsprekend omdat achterstelling van moslims in het bestuur van de landen toen nog algemeen voorkwam.
Indonesië is het land met de grootste moslimpopulatie in de wereld.

### Moslimfundamentalisme
Verschillende islamitische denkers als Jamal al-Din al-Afghani, Mohammed Abdoe, Hassan al-Banna en later Said Qutb keerden zich in de negentiende en twintigste eeuw af van de universele mensenrechten en seculiere westerse waarden. Vooral het gelijkheidsbeginsel tussen man en vrouw, de vrijheid van meningsuiting en godsdienstvrijheid, en dan met name verlaten van de islam (ridda), was voor hen niet bespreekbaar of totaal onaanvaardbaar. Zij wilden zich hiervan afkeren en richtten op een terugkeer naar de normen en waarden van de vroege islamitische gemeenschap.
Het moslimfundamentalisme wordt door analisten als Karen Armstrong als een in wezen moderne stroming beschouwd. Zij stelt dat dit fundamentalisme, net als het christenfundamentalisme, gezien moet worden als een tegenreactie op het dwingende karakter van de secularisering. De gelovigen die zich tot het fundamentalisme keren zijn vaak teleurgesteld in het moderne experiment. Ook zijn zij bang dat de secularisatie tot beperkingen van hun mogelijkheden tot uitoefening van hun religie zullen leiden. In het Midden-Oosten waren in de jaren 60 en 70 van de twintigste eeuw diverse seculiere leiders aan de macht (waaronder Nasser in Egypte en de Sjah in Iran) die de politiek-fundamentalistische stromingen soms hardhandig onderdrukten, terwijl zij de maatschappij naar westers model trachtten te hervormen.
De Franse islamkenner Olivier Roy stelt dat de in westerse landen wonende moslimextremisten – vaak immigranten van de tweede generatie – zichzelf een identiteit aanmeten met een fundamentalistische vorm van de islam. Roy spreekt in dit geval wel van born again moslims.
De terroristische organisatie Al Qaida, verantwoordelijk voor de aanslagen van 11 september 2001, komt voort uit de takfirieenstroming.

### Liberale bewegingen binnen de islam
Er zijn diverse liberale bewegingen binnen de islam en deze bewegingen zoeken naar manieren om de islam te verzoenen met de moderne wereld. Het karakter van de vroege sharia was volgens hen flexibeler dan de tegenwoordige, en sommige hedendaagse moslims vinden dat de huidige regels ook flexibeler moeten worden toegepast. Daarvoor moet een nieuwe fiqh (islamitische jurisprudentie) worden ontwikkeld, toepasbaar in de moderne wereld. Deze stromingen betwisten niet de fundamenten van de islam, maar men wil de vroegere status van het Kalifaat als een centrum van vrijheid en reflectie (vooral in de eerste eeuwen van de islam, van ca. 700 tot ca. 1100) weer terugbrengen. Dit willen zij onder meer door de "poorten van de idjtihad (weer) te openen".
De stelling dat alleen liberalisering van de sharia zal leiden tot een onderscheid tussen de traditionele vorm en de 'echte' islam wordt door vele moslims weerlegd door te zeggen dat het fundamentalisme culturele interventie verwerpt. Moslimfundamentalisten stellen bijvoorbeeld dat mannen en vrouwen door God gegeven rechten en plichten hebben die geen mens mag overtreden of betwisten. Discussie over de dogma's is in deze visie dan weer uit den boze.
Vanaf 1960 vonden er interessante ontwikkelingen plaats op het gebied van herinterpretatie van de Koran en vernieuwing van islamitische theologie, deels door klassiek geschoolde 'dissidente' islamgeleerden in de islamitische wereld, maar ook door islamitische geleerden die aan westerse universiteiten verbonden zijn. De belangrijkste vernieuwers van het islamitisch denken op dit moment zijn:
Mohammed Arkoun (Frankrijk), Reza Aslan (Iran/VS), Asef Bayat (Iran/Nederland), Asghar Ali Engineer (India), Farid Esack (Zuid-Afrika), Khaled Abou el-Fadl (VS), Nurcholis Madjid (Indonesië), Ebrahim E.I. Moosa (Zuid-Afrika), Abdullahi Ahmed An-Na'im (Soedan/VS), Farish Noor (Maleisië), Tariq Ramadan (Egypte/Zwitserland), Fazlur Rahman (Pakistan/VS), Ziauddin Sardar (Pakistan/Engeland), Abdulkarim Soroush (Iran), Nasr Hamid Abu Zayd (Egypte/Nederland)

### Moslimfeminisme

symbool van het moslimfeminisme

Vooral in het westerse feminisme bestaat de opvatting dat vrouwenemancipatie slechts mogelijk is door de religie aan de kant te schuiven. Voor veel moslima's is het afstand doen van de islam (ridda) echter geen optie, omdat zij dan de kans lopen gedood te worden, naar de vaste islamitische straffen (hadd). Aan het eind van de 19e eeuw stond er onder meer in Egypte een emancipatiebeweging op die de in de Koran genoemde gelijke rechten voor vrouwen opeiste.
Meerdere geleerden, zowel mannen als vrouwen, hebben de stellingen op diverse manieren uitgewerkt en allen komen tot de conclusie dat de islam in wezen bijdraagt aan deze gelijkwaardigheid. Voorwaarde hierbij is, dat het emancipatoire karakter van de openbaring herkend wordt, en dat de Koraninterpretatie (tafsir) ontdaan wordt van patriarchale gewoonten, die veelal te maken hebben met pre-islamitische gebruiken en traditionele opvattingen die op een Korantekst worden geprojecteerd. Een voorbeeld hiervan is dat de getuigenis van een vrouw in het islamitische rechtssysteem slechts de helft waard zou zijn van dat van een man. Hierover zijn echter de meningen sterk verdeeld: Abu Hanifa van de hanafitische rechtsschool was bijvoorbeeld van mening dat vrouwen ook als rechter konden optreden.
Islamgeleerden zijn het erover eens dat voor God de vrouw 'gelijkwaardig' is aan de man. Daarnaast hebben vrouwen de mogelijkheid zowel politiek, sociaal als economisch deel te nemen aan de samenleving. Zij mag zelf een echtgenoot kiezen, maar ook deelnemen aan het opstellen van haar huwelijkscontract. De vrouw heeft binnen het huwelijk de vrijheid om thuis te blijven of te gaan werken. De man kan hier niets eisen van de vrouw; hij moet in principe de financiële zorg op zich nemen. Wat de vrouw zelf verdient of erft is voor haarzelf, zij is niet verplicht dit te gebruiken voor de zorg van het gezin. De vrouw wordt als moeder en echtgenote binnen de islam hoog gewaardeerd. In de praktijk echter, staan veel moslima's in minder aanzien dan hun broers en worden ze vaak op heel jonge leeftijd uitgehuwelijkt. Na een uithuwelijking moeten ze vaak, als gevolg van de patriarchale familiestructuur, een ondergeschikte positie aan hun man of zijn familie innemen.
De vaak uit de Koran aangehaalde 'corrigerende tik' (met een soort stokje waarmee tanden worden gepoetst) na veelvuldig ongehoorzaam aan haar echtgenoot te zijn geweest, is geen vrijbrief voor gebruik van fysiek geweld tegen haar. Daarnaast heeft andere tafsir van deze aya (Koran-passage) tot de conclusie geleid dat het niet gaat om 'slaan', maar om het 'weggaan' bij de vrouw door de man.
Ondanks deze inzichten is de praktijk in veel islamitische landen dat de vrouwen niet de rechten krijgen die de Koran hen volgens deze feministische interpretatie toekent. Daarnaast blijken in de praktijk veel moslima's het slachtoffer te worden van huiselijk geweld en seksisme.